# Christophe Galtier
Christophe Galtier (n. 23 august 1966, Marsilia, Franța) este un fotbalist francez retras din activitate, care a jucat pe post de fundaș la echipe ca Marseille, Lille și Toulouse. După încheierea carierei, a devenit antrenor, și antrenează în prezent pe Al-Duhail SC[*].
În cariera de jucător, a evoluat pe postul de fundaș. De-a lungul carierei, întinsă pe o perioadă de 15 ani, a jucat timp de patru sezoane la Marseille și a mai evoluat la alte șase echipe, patru din Franța și câte una din Italia și China.
Galtier a fost desemnat în 2013 cel mai bun antrenor al anului în fotbalul francez, premiu pe care l-a împărțit cu italianul Carlo Ancelotti. În 2019, a primit din nou acest premiu după ce Lille a ocupat locul secund în sezonul 2018–19 din Ligue 1. A câștigat trofeul pentru a treia oară, în 2021, după ce adus al patrulea titlu de campioană în vitrina lui Lille.